# Stein Ingersen

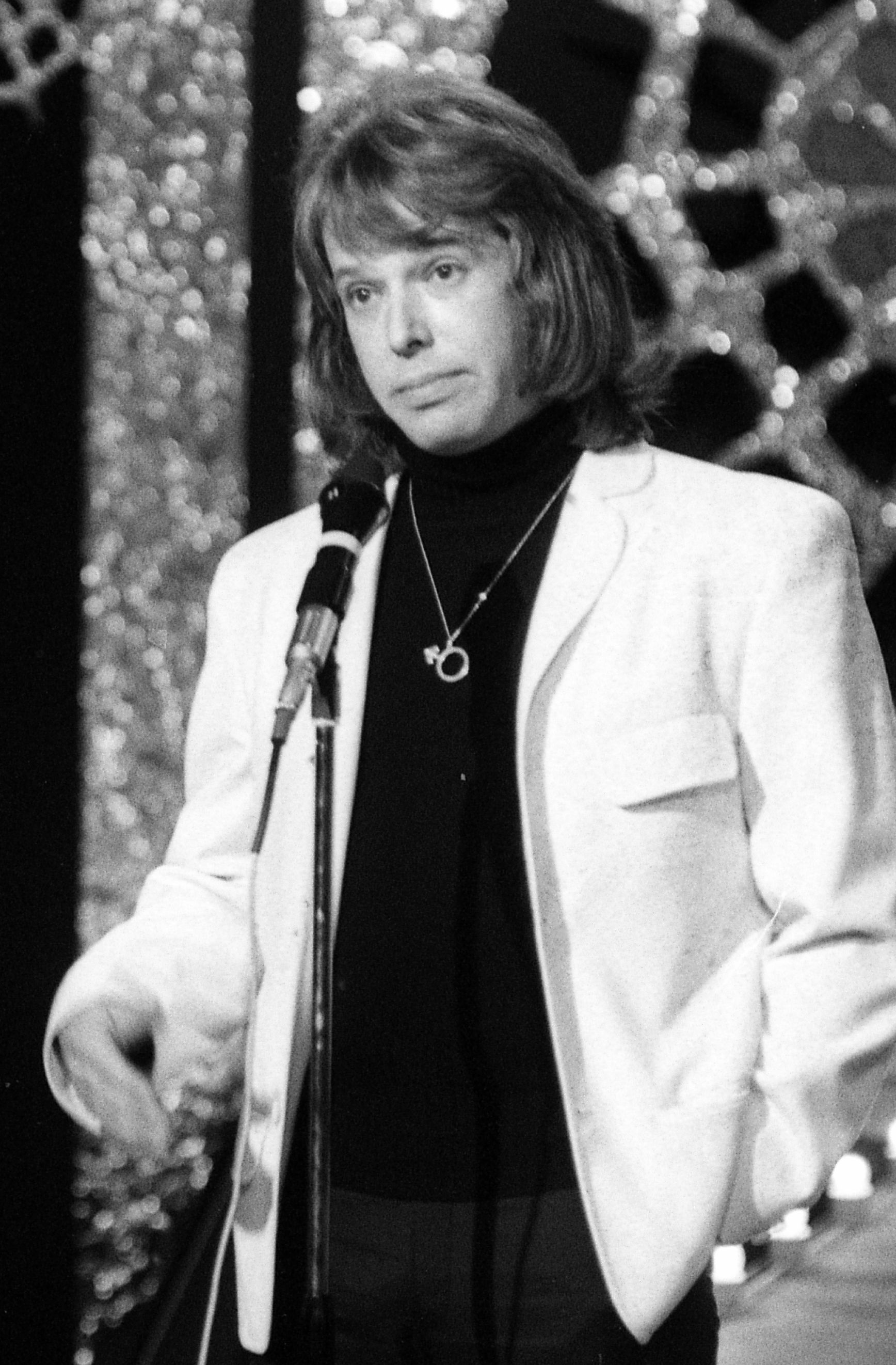
Stein Ingersen

Stein Ingersen (* 23. August 1945; bürgerlich Stein Ingebrigtsen; in Alta, Norwegen) ist ein norwegischer Sänger, Gitarrist und Komponist. Er ist der Vater des Sängers und Songwriters Christian Ingebrigtsen.

## Leben
Stein Ingersen wurde in der Gegend geboren, aus der viele bekannte norwegische Skispringer seiner Generation stammen, z. B. Ingolf Mork, Toralf Engan und Bjørn Wirkola. Schon mit 15 Jahren stand er Sprünge von bis zu 70 Metern.

## Musik
Seine Musikalität hat Ingersen von seinem Vater geerbt, der u. a. sechs Jahre lang Mitglied des weltbekannten Chicago Symphony Orchestra war. 1968 bewarb sich Stein Ingersen beim alljährlichen Nachwuchswettbewerb des norwegischen Fernsehens NRK und erreichte mit seiner Interpretation des R&B-Song-Klassikers Only You auf Anhieb den ersten Platz.
Von 1972 bis 1974 hatte Ingersen erste musikalische Erfolge mit seiner damaligen Duett-Partnerin Inger Lise Rypdal, die in Norwegen auch unter ihrem Geburtsnamen Inger Lise Andersen als Sängerin bekannt ist. Zudem war er auch als Solokünstler in seiner Heimat erfolgreich.
Anfang 1973 kam Ingersen nach Deutschland. Zunächst veröffentlichte er hier eine englischsprachige Coverversion von It Never Rains In Southern California, die aber im Gegensatz zu der von Albert Hammond bereits am 22. September 1972 erschienenen Originalversion nur geringe Beachtung fand. Auch die von seiner damaligen Plattenfirma Telefunken am 27. März 1973 veröffentlichte erste deutsche Coverversion Es regnet nie in Kalifornien war kommerziell nicht sehr erfolgreich. Ebenso wenig konnte übrigens die von Anthony Monn als „Antony“ am 14. April 1973 in der 45. ZDF-Hitparade neu vorgestellte Ariola-Aufnahme von Es regnet nie in Kalifornien kommerziell überzeugen, die damit genau zwei Tage nach Monns TV-Auftritt am 16. April 1973 und zugleich 20 Tage nach der Telefunken-Aufnahme als zweite deutsche Coverversion erschien. Auch drei weitere zwischen Oktober 1973 und April 1975 veröffentlichte deutschsprachige Aufnahmen von Stein Ingersen, darunter die am 7. Mai 1974 erschienene Coverversion Wir sind jung, wir sind frei, eine deutsche Fassung des im Dezember 1973 erschienenen Songs Seasons in the Sun von Terry Jacks, konnte sich seinerzeit nicht in den Verkaufscharts platzieren. Nach der letzten im April 1975 veröffentlichten Single No No Song sind keine weiteren deutschsprachigen Veröffentlichungen von Stein Ingersen bekannt.
Nach 1975 konnte er seine Gesangskarriere in seinem Heimatland als Stein Ingebrigtsen erfolgreich fortsetzen. Die letzte nachweisbare Single-Veröffentlichung dort stammt aus dem Jahr 2003.

## Sonstige musikalische Aktivitäten
Im Jahr 1981 gründete er mit dem Musikerkollegen Knut Armand Torp die Stein Ingebrigtsen Band, die aber nur kurzzeitig aktiv war.